# Drogenbos
Drogenbos è un comune belga di 4 822 abitanti nelle Fiandre (Brabante Fiammingo).